# Katzengebirge
Koordinaten: 51° 17′ 0″ N, 17° 3′ 0″ O

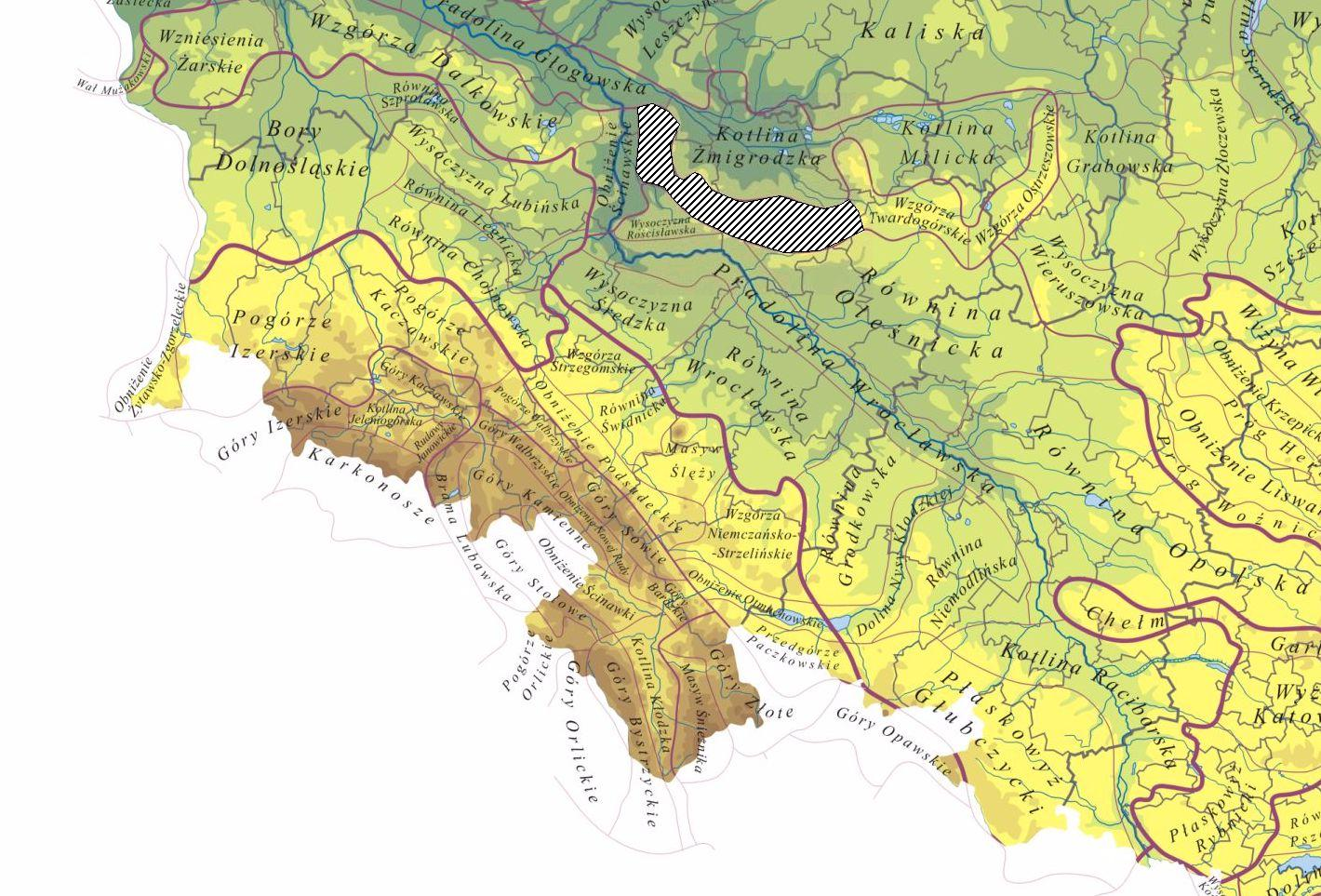
Das Katzengebirge innerhalb der geomorphologischen Einteilung Polens

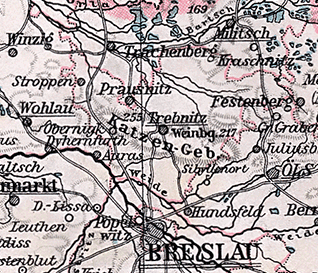
Ausschnitt einer Karte von 1905

Das Katzengebirge (polnisch Wzgórza Trzebnickie, umgangssprachlich auch Kocie Góry) ist ein bis knapp 257 m hoher Höhenzug im südwestlichen Polen.

## Geographie
Der Höhenzug befindet sich in der Woiwodschaft Niederschlesien im Mittelabschnitt des Trebnitzer Landrückens (Wał Trzebnicki). Dort liegt er zwischen der Oder im Südwesten und der Barycz (Bartsch) im Norden, etwa 20 Kilometer nördlich von Breslau und unmittelbar südlich sowie östlich und westlich von Trzebnica. 
Zu den Ortschaften, die unmittelbar im oder am Katzengebirge liegen, zählen: 
- Rościsławice bei Obernigk (Der Warteberg) (Die Heilige Hedwig, Schutzpatronin von Schlesien)
- Oborniki Śląskie (Obernigk)
- Oleśnica (Oels)
- Prusice (Prausnitz)
- Syców (Groß-Wartenberg)
- Trzebnica (Trebnitz)
- Twardogóra (Festenberg)
- Wołów (Wohlau)

## Name
Neben den populären Begriffen Katzengebirge oder Katzenberge existieren oder existierten im Deutschen eine Reihe weiterer Bezeichnungen, wie Trebnitzer Gebirge, Trebnitzer Berge, Trebnitzer Hügel, Trebnitzer Höhen, Trebnitzer Katzengebirge, die sich auf den Ort Trebnitz (heute Trzebnica) beziehen. Die umgangssprachliche polnische Version Kocie Góry ist wörtliches Pendant von „Katzenberge“.

## In der Literatur
Die Hügellandschaft ist einer der Schauplätze und Namensgeberin des Romans Katzenberge von Sabrina Janesch.